# 量子雷達
量子雷達是21世紀後萌發的新概念武器系統，為了應對隱形戰機逐漸普遍化的世界，防守方需要對抗的需求。
2008年美国麻省理工学院的Lloyd教授首次提出了量子远程探测系统模型。2012年美国罗切斯特大学光学研究所的研究团队聲稱研发出一种抗干扰的量子雷达理論，这种雷达利用光子碰觸到目標後產生的量子態變換來偵測，可以表徵量子「漲落變化」等微觀資訊，所以整個量子雷達靈敏度極高，雜訊基底極低，又幾乎不可能被電波干擾裝置擾亂，再加上能忽略工作頻段、雜波等，此種雷達探測隱形戰機的範圍理論上可達數十倍。
2012年东京大学的團隊采用超导回路，取得了微波频段单光子态與後續压缩态产生、接收技术的元件新突破。2013年意大利的Lopaeva博士在實驗室中達成量子雷達成像探測，證明其有實戰價值的可能性。
2016年8月中國電科14所「智慧感知技術重點實驗室」宣稱其成功研製單光子檢測量子雷達系統成品，在中國科學技術大學、中國電科27所以及南京大學等協作單位的共同努力下，完成了量子探測機理、目標散射特性研究以及量子探測原理的實驗驗證，並且在外場完成真實大氣環境下探測試驗，獲得了百公里級探測威力，探測靈敏度極大提高，指標均達到預期效果，并且可以发现现役的隐形战机。

## 质疑
由於中國電科14所「智慧感知技術重點實驗室」所發表的量子雷達研製工作並未透漏太多實驗細節，因此該工作在學術界依然被受質疑。2019年11月，美國麻省理工學院的Lloyd教授對媒體表達他對中國量子雷達工作的看法。Lloyd教授認為由於中國方面並未提出太多可以支持他們所宣稱的實驗結果之細節，因此他認為中國量子雷達工作並未真正演示他們所宣稱的結果。

## 參看
- 電磁砲
- 電磁裝甲
- 天基動能武器